# Алвизе Контарини
Алвизе Контарини (на италиански: Alvise Contarini) е 106-и венециански дож от 1676 г. до смъртта си през 1684 г.

## Биография
Алвизе Контарини е представител на рода Контарини, дал на Венеция до този момент седем дожове. Алвизе е осмият и последен член на аристократичната фамилия, който служи на този престижен пост.
Алвизе Контарини е третият син на Николо Контарини и Елена Микел. Той се отличава на няколко пъти като посланик във Франция (френският крал му дава рицарско звание), също така в Испания, Холандия и във Ватикана.
В края на 1642 г. той участва като пратеник на Република Венеция в преговорите за Вестфалския договор от 1648 г., с който се слага край на Тридесетгодишната война. Двамата с кардинал Фабио Чиги, станал по-късно папа Александър VII, играят ролята на посредници и помирители, единодушно признати от всички заинтересовани страни като умели дипломати, което им осигурява нужния авторитет.
Никога не се жени и не е известно да е оставил потомство.

## Управление
Алвизе Контарини е избран за дож на 26 август 1676 г., макар и вече възрастен. Управлява мирно в продължение на седем години и половина. Умира на 1 януари 1684 г.